# Шэньчи
Шэньчи́ (кит. упр. (神池, пиньинь Shénchí) — уезд городского округа Синьчжоу провинции Шаньси (КНР).

## История
При империи Западная Хань в этих местах был создан уезд Лоуфань (楼烦县); он был расформирован при династии Западная Цзинь. При империях Суй и Тан здесь имелся уезд Шаньян (鄯阳县). При империи Ляо в 1040 году был создан уезд Шэньу (神武县). При империи Мин в 1374 году было построено укрепление Шэньчи (神池堡). При империи Цин в 1725 году был образован уезд Шэньчи.
В 1949 году был образован Специальный район Синсянь (兴县专区), и уезд вошёл в его состав. В 1952 году Специальный район Синсянь был расформирован, и уезд перешёл в состав Специального района Синьсянь (忻县专区). В 1958 году Специальный район Синьсянь и Специальный район Ябэй (雁北专区) были объединены в Специальный район Цзиньбэй (晋北专区); при этом уезд Шэньчи был расформирован, а его территория разделена между уездами Учжай и Нинъу. В 1961 году Специальный район Цзиньбэй был вновь разделён на Специальный район Ябэй и Специальный район Синьсянь, и воссозданный уезд снова оказался в составе Специального района Синьсянь.
В 1967 году Специальный район Синьсянь был переименован в Округ Синьсянь (忻县地区).  В 1983 году Округ Синьсянь был переименован в Округ Синьчжоу (忻州地区).
В 2000 году постановлением Госсовета КНР были расформированы округ Синьчжоу и городской уезд Синьчжоу, и создан городской округ Синьчжоу.

## Административное деление
Уезд делится на 3 посёлка и 7 волостей.